# Cleistocactus parapetiensis
Cleistocactus parapetiensis är en kaktusväxtart som beskrevs av Martín Cárdenas Hermosa. Cleistocactus parapetiensis ingår i släktet Cleistocactus, och familjen kaktusväxter. Inga underarter finns listade i Catalogue of Life.

## Bildgalleri

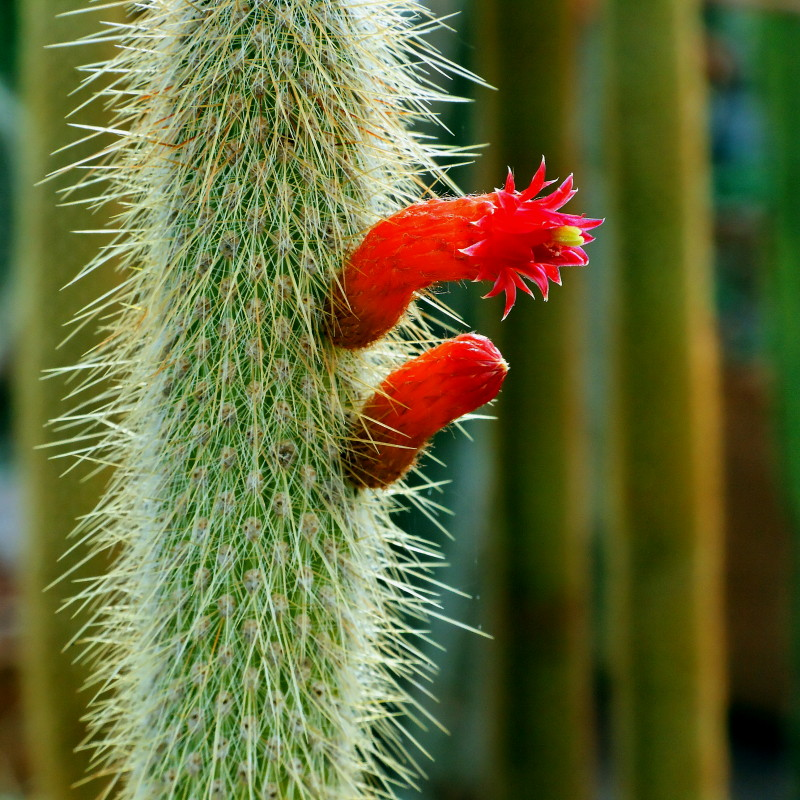